# Transporte intermodal

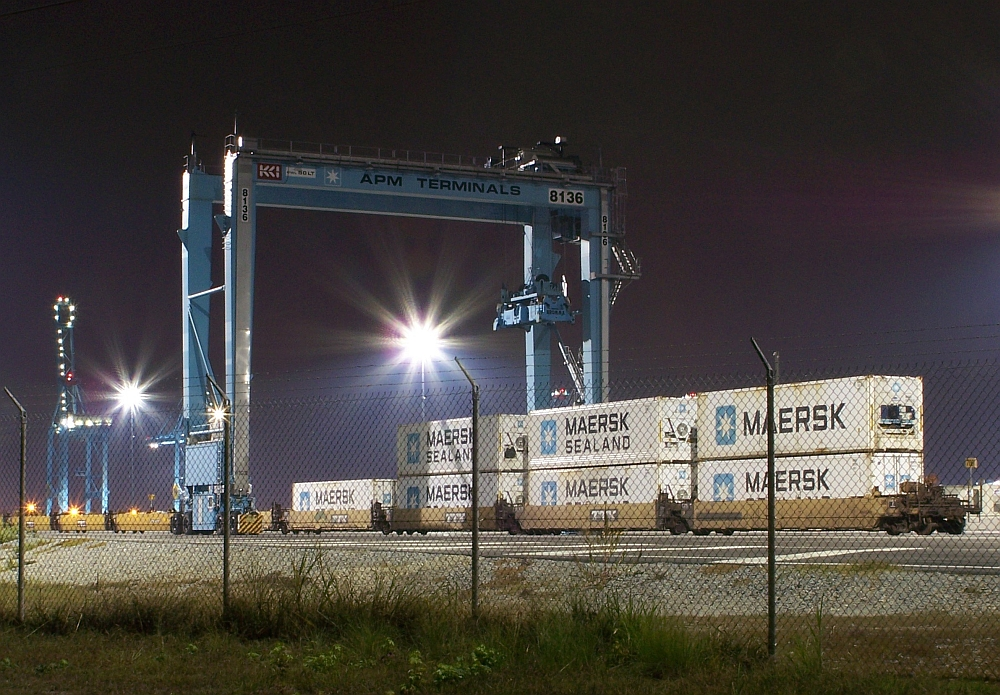
Exemplo de transporte intermodal.

O transporte intermodal (ou transporte multimodal) é aquele que requer tráfego misto ou múltiplo, envolvendo mais de uma ou várias modalidades de transporte, é indicado para atingir locais de difícil acesso. Por exemplo, o transporte de cargas pode ter início dentro de uma cooperativa de produtores de grãos, ainda na cooperativa o grão é industrializado e embalado por embalagens primária (sacos plásticos) e secundária (fardos de papel pardo), após isso o transporte é iniciado com uso de caminhões que levam o produto nestas embalagens até um terminal ferroviário sendo a mercadoria acondicionada em container que por sua vez descarrega em outro terminal ferroviário em um grande centro onde para a sua entrega ao consumidor será novamente necessário um novo meio de transporte capaz de desenvolver a entrega com agilidade e precisão. Assim tivemos primeiramente um transporte rodoviário, após um ferroviário e por fim outro transporte rodoviário constituindo um transporte intermodal (modalidades de transporte).

## Origens
O transporte intermodal tem origem na Inglaterra do século XVIII e é anterior às ferrovias. Alguns dos primeiros contêineres foram aqueles usados para transportar carvão no Canal Bridgewater, na Inglaterra, na década de 1780. Os contêineres de carvão (chamados de "caixas soltas" ou "banheiras") logo foram implantados nos primeiros canais e ferrovias e foram usados para transferências rodoviárias/ferroviárias (na época, estradas significavam veículos puxados por cavalos).
Os contêineres de carvão de madeira foram usados pela primeira vez nas ferrovias na década de 1830 na ferrovia de Liverpool e Manchester. Em 1841, Isambard Kingdom Brunel introduziu contêineres de ferro para transportar carvão do vale de Neath para as docas de Swansea. Com a eclosão da Primeira Guerra Mundial, a Great Eastern Railway usava contêineres de madeira para transportar bagagens de passageiros entre trens e viagens através do porto de Harwich.
O início da década de 1900 viu a primeira adoção de contêineres cobertos, principalmente para a movimentação de móveis e cargas intermodais entre rodovias e ferrovias. A falta de normas limitou o valor deste serviço e isto, por sua vez, impulsionou a normalização. Nos EUA, esses contêineres, conhecidos como "vans elevatórias", estavam em uso já em 1911.